# Trzy odważne córki
Trzy odważne córki — musical nakręcony w technice technicolor z 1948 roku. Film wytwórni Metro-Goldwyn-Mayer reżyserii Freda M. Wilcoxa.

## Fabuła
Akcja filmu zaczyna się w dzień ukończenia szkoły jednej z córek Louise Rayton Morgan (Jeanette MacDonald) - Tess (Jane Powell). Zauważa ona bowiem podczas swojego występu w szkolnym chórze, że matka nie przyszła wraz z jej siostrami Alix (Elinor Donahue) oraz Ilką (Ann E. Todd). Okazało się, że Pani Morgan była wówczas u doktora Cannona (Harry Davenport) z powodu zasłabnięcia w wyniku przepracowania. Lekarz wezwał do siebie córki pacjentki i wytłumaczył im, że mama potrzebuje odpoczynku. Tym samym Louise R. Morgan wybiera się na rejs po Kubie, gdzie poznaje słynnych muzyków.
Dziewczęta mają także dodatkowy plan. Chcą sprowadzić do domu ich dawno niewidzianego ojca, który porzucił ich matkę.

## Obsada
- Jeanette MacDonald jako Louise Rayton Morgan
- José Iturbi jako on sam
- Jane Powell jako Tess Morgan
- Edward Arnold jako Robert Nelson
- Harry Davenport jako Doktor Cannon
- Moyna Macgill jako Pani Smith
- Elinor Donahue jako Alix Morgan
- Ann E. Todd jako Ilka Morgan
- Tom Helmore jako Michael Pemberton
- Kathryn Card jako Jonesy
- Dick Simmons jako Pan Hollow, Sekretarz Roberta Nelsona
- Larry Adler jako on sam
- Amparo Iturbi jako ona sama